# Danny Ainge
Daniel Ray Ainge (Eugene, Oregón, 17 de marzo de 1959) es un exjugador y entrenador de baloncesto estadounidense que desarrolló su carrera deportiva entre las décadas de 1980 y 1990. Fue manager general de los Boston Celtics desde 2003 hasta junio de 2021. Desde diciembre de 2021 es asesor de Utah Jazz.

## Trayectoria deportiva

#### Universidad
Jugó al baloncesto en los Cougars de la  Universidad de Brigham Young, mientras afrontaba su etapa profesional en el béisbol. Consiguió ser "Jugador del año" de la NCAA en 1981. Consiguió establecer un récord al anotar, durante 112 partidos universitarios, más de 10 puntos en cada uno de ellos. Consiguió un total de 2467 puntos, récord absoluto de todos los tiempos de su universidad y de su conferencia.

#### Profesional
Béisbol
Antes de debutar en la NBA, jugó profesionalmente al béisbol en las Grandes Ligas de Estados Unidos durante tres temporadas en el equipo de los Toronto Blue Jays, entre 1978 y 1981, haciéndolo en las posiciones de segunda y tercera base.
Baloncesto
Cuando dejó el béisbol, y tras un largo litigio por su contrato en Toronto, entró en el Draft de la NBA en 1981, donde fue elegido en la segunda ronda, en su octava elección, por los Boston Celtics, equipo que ese año había ganado la liga. Allí coincidió con gente como Larry Bird, Dennis Johnson, Kevin McHale o Robert Parish, formando un quinteto demoledor, con los que consiguió dos anillos más en 1984 y 1986. En 1989 fue traspasado a Sacramento Kings a cambio del joven Joe Kleine, quien pensaba que sería un buen recambio para Parish. Tras no alcanzar los Playoffs, pidió ser traspasado, y así fue, firmando por los Portland Trail Blazers, a los que ayudó en 1992 a llegar a las Finales contra los Chicago Bulls, aunque perdieron contra estos. No obstante, Ainge igualó en esas series un Récord de la NBA, al anotar 9 puntos en una prórroga de unas finales.
En 1992 se convirtió en agente libre, y cuando todo parecía que se quedaría en Portland, acabó firmando por los Phoenix Suns, donde jugó sus tres últimos años como profesional al lado de otro gran jugador, Charles Barkley.

#### Entrenador
Tras retirarse como jugador, firmó como entrenador principal de los Phoenix Suns, a los que dirigió durante 3 temporadas y media, entre 1996 y 1999, hasta ser destituido.

#### Directivo
En el 2003 se hizo oficial su contratación como manager general de los Boston Celtics. Con el propósito de intentar volver a llevar a la franquicia a lo más alto hizo algunos movimientos cuestionados como el traspaso del tres veces all-star Antoine Walker, esto hizo que se ganara el sobrenombre de "Trader Danny" (Danny traspasador). Además tuvo diversos problemas con el que en ese momento era entrenador de equipo verde, Jim O'Brien, que llevaron a la salida de este a los Philadelphia 76ers.
En junio de 2021, se hizo oficial su salida de la franquicia de Boston, y se nombró a Brad Stevens (actual entrenador) como su sucesor en el cargo de Manager General.
El 15 de diciembre de 2021, se anuncia su vinculación con la franquicia de Utah Jazz como supervisor de operaciones de baloncesto.

## Estadísticas de su carrera en la NBA
|  | Campeón de la NBA |

### Temporada regular
| Año      | Equipo     | PJ   | PT  | MPP  | %TC  | %3P  | %TL  | RPP | APP | ROB | TPP | PPP  |
| -------- | ---------- | ---- | --- | ---- | ---- | ---- | ---- | --- | --- | --- | --- | ---- |
| 1981-82  | Boston     | 53   | 1   | 10.6 | .357 | .294 | .862 | 1.1 | 1.6 | 0.7 | 0.1 | 4.1  |
| 1982-83  | Boston     | 80   | 76  | 25.6 | .496 | .172 | .742 | 2.7 | 3.1 | 1.4 | 0.1 | 9.9  |
| 1983-84  | Boston     | 71   | 3   | 16.3 | .460 | .273 | .821 | 1.6 | 2.3 | 0.6 | 0.1 | 5.4  |
| 1984-85  | Boston     | 75   | 73  | 34.2 | .529 | .268 | .868 | 3.6 | 5.3 | 1.6 | 0.1 | 12.9 |
| 1985-86  | Boston     | 80   | 78  | 30.1 | .504 | .356 | .904 | 2.9 | 5.1 | 1.2 | 0.1 | 10.7 |
| 1986-87  | Boston     | 71   | 66  | 35.2 | .486 | .443 | .897 | 3.4 | 5.6 | 1.4 | 0.2 | 14.8 |
| 1987-88  | Boston     | 81   | 81  | 37.3 | .491 | .415 | .878 | 3.1 | 6.2 | 1.4 | 0.2 | 15.7 |
| 1988-89  | Boston     | 45   | 28  | 30.0 | .460 | .374 | .891 | 3.4 | 4.8 | 1.2 | 0.0 | 15.9 |
| 1988-89  | Sacramento | 28   | 26  | 36.7 | .452 | .387 | .813 | 3.6 | 6.7 | 1.5 | 0.3 | 20.3 |
| 1989-90  | Sacramento | 75   | 68  | 36.4 | .438 | .374 | .831 | 4.3 | 6.0 | 1.5 | 0.2 | 17.9 |
| 1990-91  | Portland   | 80   | 0   | 21.4 | .472 | .406 | .826 | 2.6 | 3.6 | 0.8 | 0.2 | 11.1 |
| 1991-92  | Portland   | 81   | 6   | 19.7 | .442 | .339 | .824 | 1.8 | 2.5 | 0.9 | 0.2 | 9.7  |
| 1992-93  | Phoenix    | 80   | 0   | 27.0 | .462 | .403 | .848 | 2.7 | 3.3 | 0.9 | 0.1 | 11.8 |
| 1993-94  | Phoenix    | 68   | 1   | 22.9 | .417 | .328 | .830 | 1.9 | 2.6 | 0.8 | 0.1 | 8.9  |
| 1994-95  | Phoenix    | 74   | 1   | 18.6 | .460 | .364 | .808 | 1.5 | 2.8 | 0.6 | 0.1 | 7.7  |
| Total    | Total      | 1042 | 508 | 26.6 | .469 | .378 | .846 | 2.7 | 4.0 | 1.1 | 0.1 | 11.5 |
| All-Star | All-Star   | 1    | 0   | 19.0 | .364 | .750 | .500 | 3.0 | 2.0 | 1.0 | 0.0 | 12.0 |

### Playoffs
| Año   | Equipo   | PJ  | PT | MPP  | %TC  | %3P  | %TL  | RPP | APP | ROB | TPP | PPP  |
| ----- | -------- | --- | -- | ---- | ---- | ---- | ---- | --- | --- | --- | --- | ---- |
| 1982  | Boston   | 10  | 0  | 12.9 | .422 | .500 | .769 | 1.3 | 1.1 | 0.2 | 0.1 | 5.0  |
| 1983  | Boston   | 7   | 7  | 28.7 | .389 | .400 | .727 | 2.0 | 3.6 | 0.7 | 0.1 | 9.4  |
| 1984  | Boston   | 19  | 0  | 13.3 | .456 | .222 | .700 | 0.8 | 2.0 | 0.5 | 0.1 | 4.8  |
| 1985  | Boston   | 21  | 21 | 32.7 | .466 | .438 | .769 | 2.8 | 5.8 | 1.5 | 0.0 | 11.0 |
| 1986  | Boston   | 18  | 18 | 36.2 | .554 | .412 | .867 | 4.2 | 5.2 | 2.3 | 0.1 | 15.6 |
| 1987  | Boston   | 20  | 19 | 38.1 | .487 | .438 | .861 | 2.6 | 4.6 | 1.2 | 0.2 | 14.8 |
| 1988  | Boston   | 17  | 17 | 39.4 | .386 | .328 | .881 | 3.1 | 6.4 | 0.5 | 0.1 | 11.6 |
| 1991  | Portland | 16  | 0  | 17.3 | .448 | .306 | .821 | 1.8 | 1.9 | 0.8 | 0.2 | 8.0  |
| 1992  | Portland | 21  | 0  | 21.4 | .479 | .404 | .830 | 1.9 | 2.3 | 0.7 | 0.0 | 10.6 |
| 1993  | Phoenix  | 24  | 0  | 24.6 | .376 | .413 | .872 | 2.5 | 2.3 | 0.5 | 0.1 | 8.1  |
| 1994  | Phoenix  | 10  | 0  | 23.0 | .458 | .425 | .714 | 2.3 | 2.1 | 0.6 | 0.1 | 8.6  |
| 1995  | Phoenix  | 10  | 0  | 13.7 | .500 | .462 | .909 | 1.0 | 1.0 | 0.5 | 0.0 | 6.0  |
| Total | Total    | 193 | 82 | 26.1 | .456 | .397 | .829 | 2.3 | 3.4 | 0.9 | 0.1 | 9.9  |

## Logros y reconocimientos
- Elegido para el All-Star Game en 1988.
- 2 veces campeón de la NBA con los Boston Celtics.
- Máximo anotador de la NBA de triples en 1988.
- Elegido ejecutivo del Año de la NBA en 2008.